# ماثيو غيل
ماثيو غيل (بالإنجليزية: Matthew Gale)‏ (28 نوفمبر 1983 في أستراليا - ) هو لاعب كريكت أسترالي. لعب مع Brisbane Heat ‏ وفريق كوينسلاند للكريكت ‏ وMelbourne Renegades ‏.

## وصلات خارجية
- ماثيو غيل على موقع إي آس بي آن كريك إنفو (الإنجليزية)